# Kołomąt
Kołomąt – wieś sołecka w Polsce położona w województwie zachodniopomorskim, w powiecie drawskim, w gminie Czaplinek.
W latach 1975–1998 miejscowość administracyjnie należała do województwa koszalińskiego. W roku 2007 wieś liczyła 175 mieszkańców.
W miejscowości działało Państwowe Gospodarstwo Rolne Kołomąt.

## Geografia
Wieś leży ok. 2,5 km na północ od Czaplinka, ok. 1,8 km na zachód od jeziora Dołgie Wielkie.